# Ipari Formatervezési Tájékoztató Központ
Az Ipari Formatervezési Tájékoztató Központ vagy Design Center egy designintézmény Magyarországon. Célja, hogy a hazai design kultúrát, a formatervezést ösztönözze.
Az Ipari  Formatervezési  Tájékoztató  Központ  (Design Center) megalapítása egybeesik a Ipari Formatervezési Tanács megalapításával, egy 1975-ös minisztertanácsi döntést követően hozták létre a Design Centert. 1975-ben Pohárnok Mihály menedzser a Magyar Kereskedelmi Kamarától kapott megbízást a Design Center megszervezésére. Az Iparművészeti Tanács 1955-től működött 1975-ig, felügyeletét a Művelődési Minisztérium látta el. 1975-től az Ipari Formatervezési Tanács, az újonnan alapított Ipari Formatervezési Tájékoztató Központ vette át az Iparművészeti Tanács munkáját. A Kulturális Alap létrehozásáról szóló rendeletet 1967-ben alkották meg. A Formatervezési nívódíjról katalógust szokott megjelentetni.
Általában a designintézmények tevékenységi körébe tartozik a formatervezési tanácsadás, egy tervezői adatbázist működtetnek, designereket közvetítenek, továbbképzési programokat szerveznek.
Az Ipari Formatervezési Tájékoztató Központnak egyik bemutatótermét a Gerlóczi utcában találjuk. PR vezetője: Gaul Emil.

## Külső hivatkozások
- Szemelvények a Magyar Formatervezési Díj (Formatervezési nívódíj) történetéből Archiválva 2010. március 6-i dátummal a Wayback Machine-ben
- PLAKÁTOK A JUBILEUMI FORMATERVEZÉSI DÍJ TISZTELETÉRE designtrend.hu